# Masacre de la Escuela Politécnica de Montreal
La masacre de la Escuela Politécnica de Montreal también conocida como la Masacre de Montreal es un acto terrorista que ocurrió el 6 de diciembre de 1989 en la Escuela Politécnica de Montreal, Quebec, Canadá.

## Masacre

### Atentado
Marc Lépine, de veinticinco años de edad, armado legalmente con un rifle semiautomático y con un cuchillo de caza disparó contra veintiocho personas, matando a catorce de ellas —todas mujeres— e hiriendo a las otras catorce antes de suicidarse. Comenzó su ataque entrando en una de las clases de la Universidad donde separó a los estudiantes entre hombres y mujeres. Después de clamar que estaba «luchando contra el feminismo» le disparó a las nueve mujeres del aula, matando a seis de ellas. Después, anduvo por los pasillos, la cafetería y un aula, seleccionando especialmente mujeres para dispararles. Mató a catorce mujeres, hirió a cuatro hombres y a diez mujeres en veinte minutos de disparos, antes de apuntarse a sí mismo y suicidarse.

### Motivación
Lépine era hijo de madre francocanadiense y de padre argelino, y había sufrido abusos físicos por su padre durante su infancia. En su nota suicida culpaba a las feministas, a las que acusaba de arruinarle la vida. También decía que las mujeres pensaban en mantener sus privilegios, sin importarles arrebatárselos a los hombres. La nota incluía la lista de diecinueve mujeres de Quebec, a las que creía feministas, por lo que deseaba matarlas.

## Investigaciones posteriores
Desde el ataque, los canadienses han debatido las interpretaciones de tal acto terrorista, su significado y los motivos de Lépine. Muchos grupos feministas y otras organizaciones calificaron al ataque como uno antifeminista y que mostraba la realidad de la violencia contra las mujeres. Consecuentemente, el día del aniversario de la masacre se conmemora como el Día nacional del recuerdo por las víctimas de la violencia contra la mujer. Otras personas dijeron que el ataque se debió al sufrimiento de Lépine en su infancia o simplemente el acto de un hombre solitario, loco impulsado por diferentes factores sociales. También, otros han echado las culpas a la violencia que se vive hoy día y que se ve en los medios de comunicación, el aumento de la pobreza, el aislamiento y el rechazo social, particularmente en los sectores de inmigrantes.
La masacre hizo endurecer las leyes de armas en Canadá y cambió la táctica policial en respuesta a un tiroteo. Se relacionó mínimamente este tiroteo con la Masacre del Dawson College donde un hombre de ascendencia india nacido en Montreal, asesinó a una estudiante antes de suicidarse.

## En la cultura popular
En 2009 el director de cine canadiense Denis Villeneuve dirigió la película Polytechnique que está basada en los hechos sucedidos en Montreal.